# Léopold Pierre Antoine Savine
Léopold Pierre Antoine Savine est un sculpteur français, né à Paris (16e arrondissement) le 6 mars 1861 et mort dans le même arrondissement le 7 octobre 1934.

## Biographie
Élève de Jean-Antoine Injalbert à l'École nationale supérieure des beaux-arts, Léopold Savine débute au Salon des artistes français de 1888.
Il produit un grand nombre de statuettes et de bustes de figures décoratives féminines dans un style Art nouveau.
Il obtient ne médaille de bronze à l'Exposition universelle de 1900 à Paris.

Œuvres de Léopold Pierre Antoine Savine
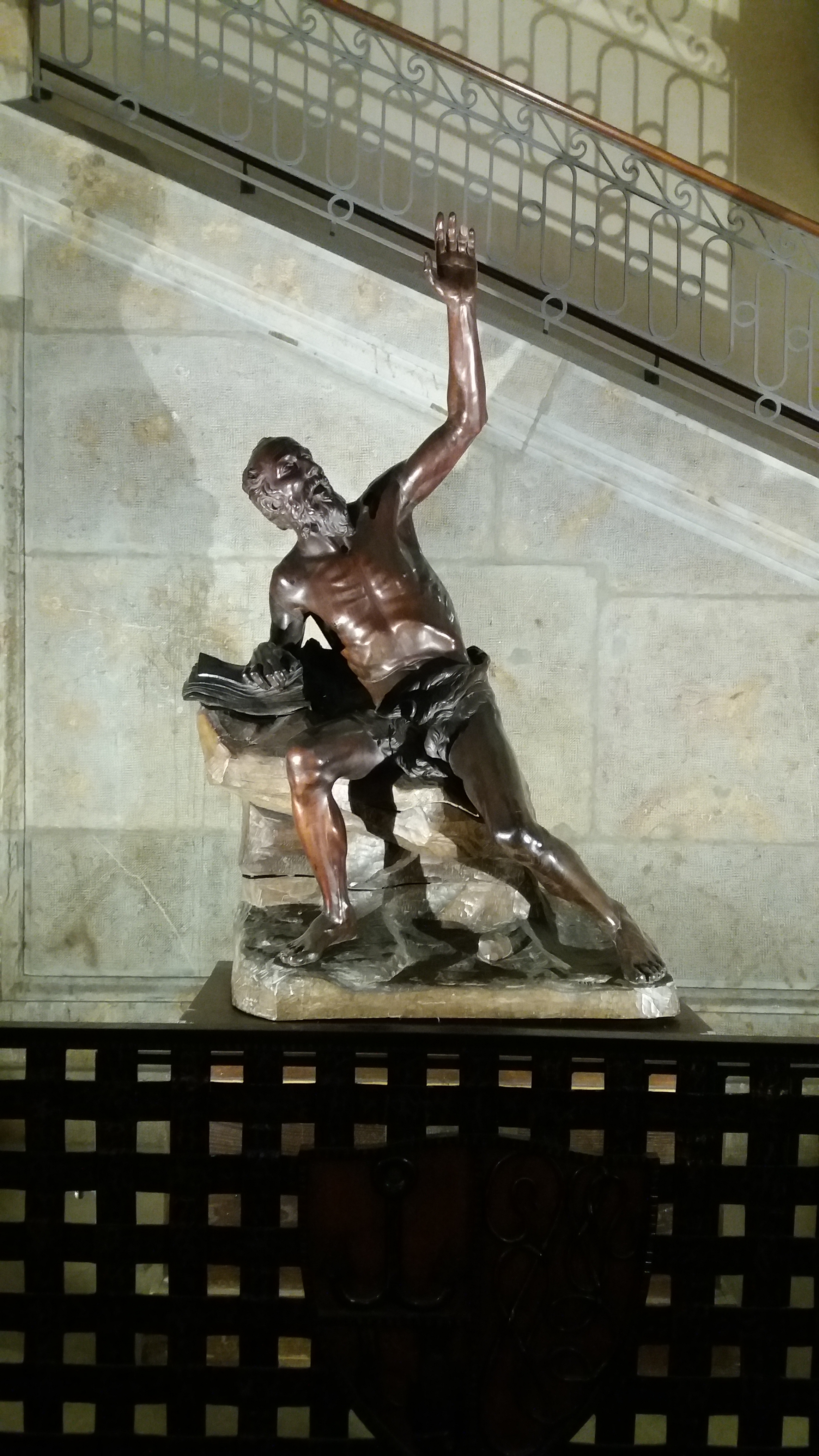
Saint Jérôme (1892), bois, mairie annexe du 5e arrondissement de Lyon.
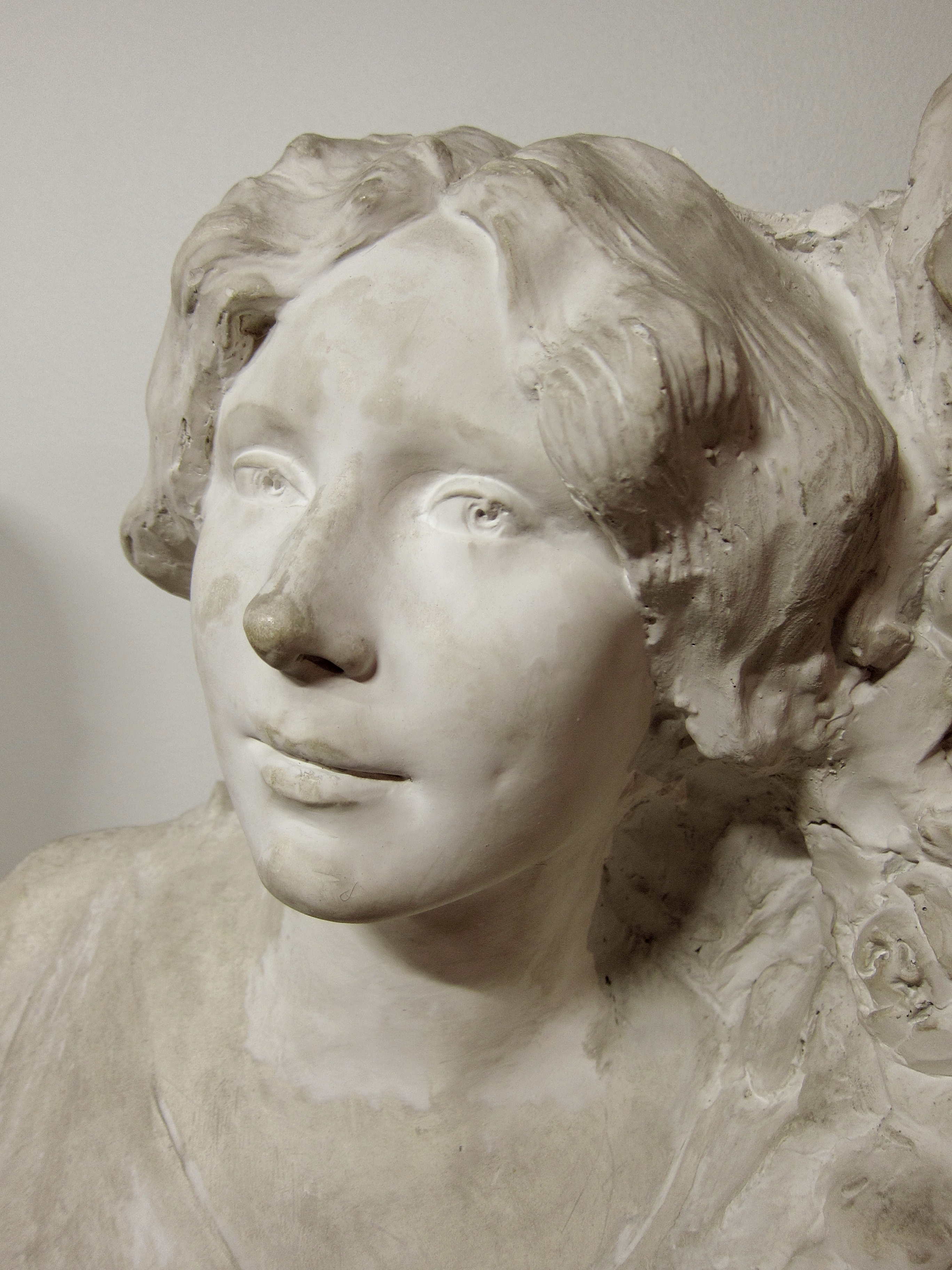
Tête de femme, détail, plâtre, Poitiers, musée Sainte-Croix.